# 4551 Cochran
För andra betydelser, se Cochran.
4551 Cochran eller 1979 MC är en asteroid i huvudbältet som upptäcktes den 28 juni 1979 av den amerikanske astronomen Edward L.G. Bowell vid Anderson Mesa Station. Den är uppkallad efter de amerikanska astronomerna William och Anita Cochran.
Asteroiden har en diameter på ungefär 7 kilometer.